# Cleora prosema
Cleora prosema is een vlinder uit de familie spanners (Geometridae). De wetenschappelijke naam van deze soort is voor het eerst geldig gepubliceerd in 1927 door Prout.
De soort komt voor in tropisch Afrika.